# Litometeor
Litometeor je jev v atmosféře způsobený pevnými částicemi (nikoli ledu), které se do atmosféry dostaly. Litometeory se řadí mezi meteory (v meteorologickém smyslu).
Mezi litometeory řadíme zákal, kouř, zvířený prach a písek, dále pak prachové bouře, písečné bouře a prachové a písečné víry.